# Jenna Coleman
Jenna Coleman, właśc. Jenna-Louise Coleman (ur. 27 kwietnia 1986 w Blackpool) – brytyjska aktorka filmowa, telewizyjna i dubbingowa. Zagrała m.in. rolę Clary Oswald w serialu science fiction pt. Doktor Who (2012–2015) oraz rolę Jasmine Thomas w operze mydlanej pt. Emmerdale (2005–2009).

## Życiorys

### Młodość
Urodziła się w Blackpool jako córka Karen i Keitha Coleman. Ma starszego brata, Bena. Uczyła się w Arnold School, gdzie była prefektem dziewczyn. W młodym wieku zaczęła karierę aktorską jako członek spółki teatralnej In Yer Space, z którą wystąpiła w sztuce Crystal Clear na Festiwalu Edynburskim. Krytycy pozytywnie przyjęli tę rolę, a Coleman została za nią nagrodzona.

### Kariera

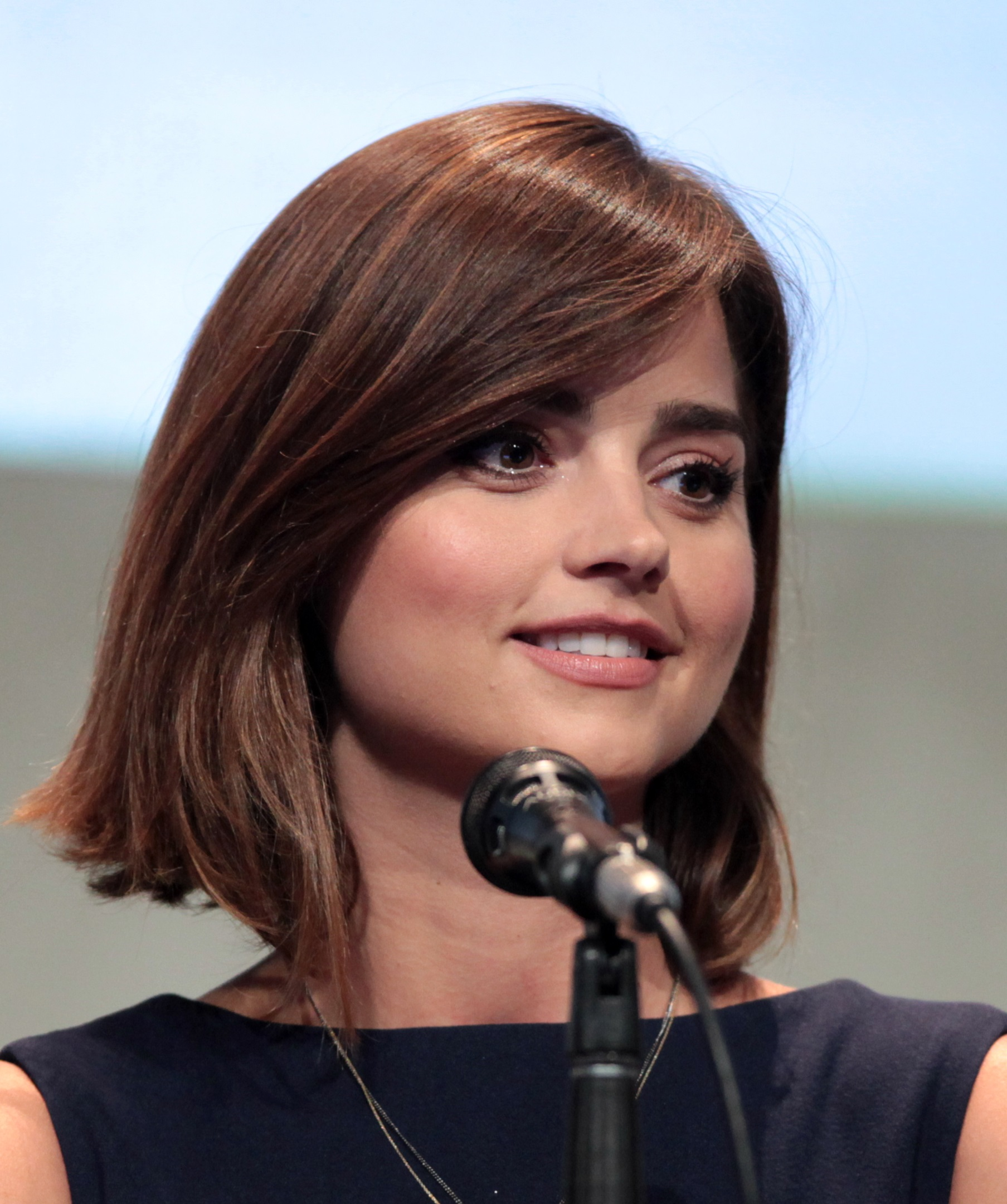
Jenna Coleman w lipcu 2015 roku na targach San Diego Comic-Con International.

Podczas przesłuchania w szkołach teatralnych w 2005 roku Coleman otrzymała rolę Jasmine Thomas w operze mydlanej Emmerdale. Aktorka zdobyła uznanie krytyków i została nominowana do nagrody „najpopularniejszego nowego aktora w serialu” podczas ceremonii National Television Awards w 2006 roku. W 2011 roku Coleman miała pierwszy debiut kinowy – rolę Connie w filmie Kapitan Ameryka: Pierwsze starcie.
21 marca 2012 roku Steven Moffat potwierdził na konferencji prasowej, że Jenna Coleman zagra postać Clary Oswald w serialu Doktor Who. Coleman pierwszy raz wystąpiła już 1 września 2012 w odcinku Planeta obłąkanych Daleków jako Oswin Oswald. Następny raz wystąpiła w świątecznym odcinku Bałwany w tym samym roku, tym razem jako Clara Oswin Oswald. Coleman zaczęła regularnie występować od początku drugiej części siódmego sezonu jako Clara Oswald. W 2013 roku Coleman wystąpiła w specjalnym odcinku na 50-lecie istnienia serialu pt. Dzień Doktora. Odcinek był puszczany zarówno w telewizji, jak i w kinach w 94 krajach. W marcu 2013 potwierdzono, że Jenna Coleman pozostanie w serialu na ósmą serię, natomiast 25 grudnia 2014 roku potwierdzono, że aktorka pozostaje na dziewiątą serię. Ostatecznie Coleman odeszła z serialu wraz z dziewiątą serią w 2015. Jako główny powód aktorka podała chęć skupienia się na roli królowej Wiktorii w miniserialu produkcji ITV pt. Victoria.

## Życie prywatne
Pod koniec 2011 roku aktorka związała się z Richardem Maddenem.
Coleman była zaangażowana w działalność charytatywną w Południowej Afryce, która miała na celu podnoszenie świadomości na temat HIV. Akcja była zorganizowana przez fundację One To One Children’s Fund, której aktorka jest ambasadorem.

## Filmografia
Źródło:

### Seriale
| Rok         | Nazwa                    | Rola                                             | Uwagi                    |
| ----------- | ------------------------ | ------------------------------------------------ | ------------------------ |
| 2005–2009   | Emmerdale                | Jasmine Thomas                                   | 172 odcinków             |
| 2009        | Waterloo Road            | Lindsay James                                    | 9 odcinków               |
| 2012        | Titanic                  | Annie Desmond                                    | mini-serial; 4 odcinki   |
| 2012        | Room at the Top          | Susan Brown                                      | mini-serial; 2 odcinki   |
| 2012 – 2015 | Doktor Who               | Clara Oswald / Oswin Oswald / Clara Oswin Oswald | 29 odcinków              |
| 2013        | Dancing on the Edge      | Rosie                                            | mini-serial; 5 odcinków  |
| 2013        | Death Comes to Pemberley | Lydia Wickham                                    | mini-serial; 3 odcinki   |
| 2016-2019   | Wiktoria                 | Królowa Wiktoria                                 | główna rola; 25 odcinków |
| 2021        | The Serpent              | Marie-Andree                                     | mini-serial; 8 odcinków  |

### Filmy
| Rok  | Nazwa                             | Rola                   | Uwagi                          |
| ---- | --------------------------------- | ---------------------- | ------------------------------ |
| 2011 | Kapitan Ameryka: Pierwsze starcie | Connie                 |                                |
| 2012 | Room at the Top                   | Susan Brown            | film telewizyjny; dwuczęściowy |
| 2013 | The Five(ish) Doctors Reboot      | ona sama               | film telewizyjny               |
| 2015 | Imaginary Forces                  | Ellen                  | film krótkometrażowy           |
| 2016 | Zanim się pojawiłeś               | Katrina „Treena” Clark |                                |

### Gry
| Rok  | Nazwa                | Rola          | Uwagi                            |
| ---- | -------------------- | ------------- | -------------------------------- |
| 2010 | Xenoblade Chronicles | Melia Antiqua | angielski dubbing japońskiej gry |
| 2015 | Lego Dimensions      | Clara Oswald  | angielski, oryginalny dubbing    |